# ホワイトマーシュの戦い
ホワイトマーシュの戦い（ホワイトマーシュのたたかい、英: Battle of White Marsh）は、アメリカ独立戦争のフィラデルフィア方面作戦中の1777年12月5日から12月8日にかけて、現在のペンシルベニア州フォート・ワシントン近くホワイトマーシュで戦われた戦闘である。一連の小競り合いの形をとったこの戦闘は、1777年にイギリス軍とアメリカ大陸軍が会したものでは最後のものとなった。イギリス軍の指揮官ウィリアム・ハウは占領していたフィラデルフィアから大部隊を引き出し、冬が始まる前にジョージ・ワシントンと大陸軍を潰そうと考えた。ワシントンはイギリス軍の攻撃を撥ね返し、ハウはワシントンとの会戦で決着をつけられないまま、フィラデルフィアに引き返した。イギリス軍が撤退した後で、ワシントン軍はバレーフォージの冬の宿営地に引き込むことになった。

## 背景
1777年10月4日のジャーマンタウンの戦いでの敗北後、ワシントン軍はパーキオメン・クリークを越えてスキッパック・パイク沿いにポーリングズミルまで撤退し、そこで10月8日まで駐屯していた。その後、スキッパック・パイクを東に移動し、フォーティフット道路で左に折れてサムニータウン・パイクを進み、タワメンシン町にあるカルプスビル近くのフレデリック・ウォムポールの所有地に宿営地を張った。そこにいる間に、ジャーマンタウンの戦いで受けた傷がもとで、フランシス・ナッシュ将軍が死に、メノナイト集合墓地に葬られた。10月16日、ワシントン軍は二手に分かれ、1軍はフォーティフット道路を経てスキッパック・パイクを進み、もう1軍はサムニータウン・パイクからノースウェールズ道路を進んだ。10月20日、この2軍はスキッパック・パイクを下ってホィットペインに至った。11月2日、ワシントンは1軍をスキッパック・パイクから、1軍をモリス道路から現在のペンシルベニア・アベニューに進ませ、フィラデルフィアの北西約13マイル (21 km)のホワイトマーシュまで進軍させた。
12月早く、イギリス軍の指揮官ウィリアム・ハウ将軍は冬が来る前にワシントン軍を叩いておくためのその年最後の機会を捉えようと考え、新しい宿営地に移動しつつあるという噂が聞こえてきたアメリカ大陸軍に対する攻撃準備を始めた。
ジョン・クラーク少佐が指導するワシントンの情報網は、クエーカー教徒の主婦リディア・ダラーを通じて、イギリス軍が大陸軍を急襲する計画を立てていることを掴んだ。ハウが約14,000名の部隊を率いて11月4日の深夜にフィラデルフィアから進発したとき、大陸軍も迎撃準備が整っていた。イギリス軍の前衛はチャールズ・コーンウォリスが率い、ジャーマンタウン・パイクを進んだ。第2陣はドイツ人傭兵部隊を率いたクニプハウゼン将軍が大陸軍の左翼に向かった。

## 戦闘
12月5日の早朝、コーンウォリス軍が大陸軍の前線の右方3マイル (5 km)のチェストナットヒルにいるところを見つけ、アレン・マクレーン大尉の偵察隊がベガータウン（今日のマウントエアリー）近くで銃撃した。ワシントンはジェイムズ・アーヴィン准将にペンシルベニア民兵600名を付けてコーンウォリスの前衛部隊の迎撃に向かわせた。それに続く戦闘でアーヴィンは負傷し捕虜にされた。その夜、イギリス軍はベスレヘム・パイク沿いのセントトマス・エピスコパル教会で宿営したが、その場所は大陸軍からは半マイル (0.8 km)も離れていなかった。
12月6日と7日には一連の小競り合いが起こり、イギリス軍は常に大陸軍の弱いところを探っていたが、その度にワシントン軍に撥ね返された。一回だけ、ジョセフ・リードとジョン・キャドワラダー将軍が大陸軍と離れてしまい、ドイツ軍人兵部隊に攻撃された。この時は、初日に開戦の火蓋を切ったマクレーン大尉とその騎兵隊が2人を救出した。
12月7日、ハウは現在のアビントンにあるエッジヒル道路から大陸軍の左翼を衝くことを試みた。ワシントンはダニエル・モーガンのライフル狙撃兵隊とモーディカイ・ギストのメリーランド民兵隊を送って迎撃させた。激しい交戦（エッジヒルの戦いと呼ばれることがある）の後で、両軍は退いた。
翌日、ハウ軍は会戦を諦め、フィラデルフィアに退き返した。

## 戦闘の後
大陸軍の損害は死傷者90名であり、この中にはモーガン隊の27名とメリーランド民兵の16,7名および第1ニュージャージ連隊のジョセフ・モリス少佐が含まれていた。他に32名がイギリス軍の捕虜となった。イギリス軍は60名が死傷した。
ワシントンは、ハウとの戦いで決戦に及べなかったことで不満を抱き、大陸会議の議長に次のように報告した。「私は部隊がしっかりと攻撃したと心より思っている。我が軍の配置と宿営地の強固な位置からあらゆる可能性ある手段を採れば、幸運で良い結果になったことだろう。同時に私は我々の陣地から敵に攻撃を掛けることを思いとどまらせたその理由、慎重さおよびあらゆる原則的な政策を付け加えねばならない。手段を正当化するのは成功でしかなく、敵の配置から考えて成功は期待できなかった。」
12月11日、大陸軍はホワイトマーシュを離れ、バレーフォージに向かった。そこまでの距離は13マイル (21 km)しかなかったが、8日間を要した。